# Jon Castañares
Jon Mirena Bitor Castañares Larreategui, más conocido como Jon Castañares (Bilbao, 1925-Bilbao, 5 de mayo de 2015), fue un economista y político español de ideología nacionalista vasca.

## Biografía
En las elecciones municipales de 1979, las primeras tras la dictadura franquista, fue elegido alcalde de Bilbao por el Partido Nacionalista Vasco (PNV). Su labor al frente del consistorio, que encontró prácticamente arruinado, se caracterizó por equilibrar sus presupuestos. Además, inició la renovación urbanística y la regeneración de la ría de Bilbao, entonces sin saneamiento.
En junio de 1981 ordenó la quema de una edición de libros publicada por el propio ayuntamiento que recogía las obras ganadoras del primer concurso de cuentos Villa de Bilbao, por contener «expresiones inadecuadas». Al final de su mandato, se segregaron de Bilbao los municipios de Erandio, Sondica, Lujua, Zamudio y Derio, que se habían agregado en 1966. Por decisión del PNV, no se presentó a la reelección y volvió a su anterior puesto de trabajo en el Banco de Bilbao.
Cuando se produjo la escisión del PNV de 1986 marchó con Carlos Garaikoetxea para fundar el nuevo partido Eusko Alkartasuna (EA). En las elecciones al Parlamento Europeo de 1989 formó parte como suplente de la lista de la Coalición por la Europa de los Pueblos propulsada por EA, ERC y PNG-PG.
Falleció en Bilbao el 5 de mayo de 2015, a los noventa años de edad.